# Invangszan
Az Invangszan (hangul: 인왕산, handzsa: 仁王山, RR: Invangszan) Szöul négy belső hegyének egyike, az egykori erődfalon belül található nyugati fekvésű hegy. Nevének jelentése: „a jószándékú király hegye”. Itt található az 1918-ban épült Invangsza (Inwangsa) templom, a Mugjedzsongsza (Mugyejeongsa) templom és I Hangbok (이항복, Lee Hang-bok) Csoszon (Joseon)-kori magas rangú hivatalnok egykori háza.